# Julie Clark

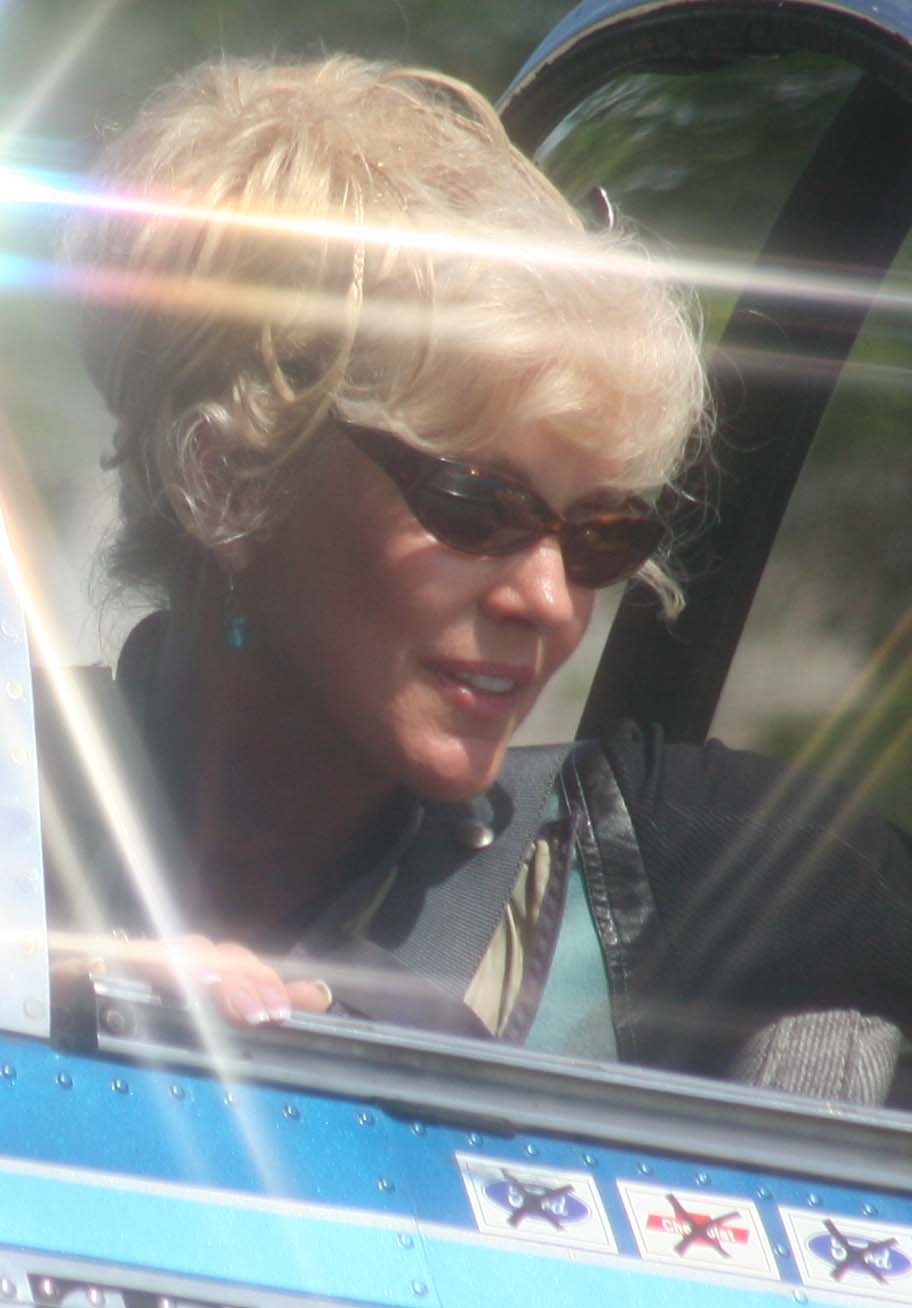
Julie Clark (2007)

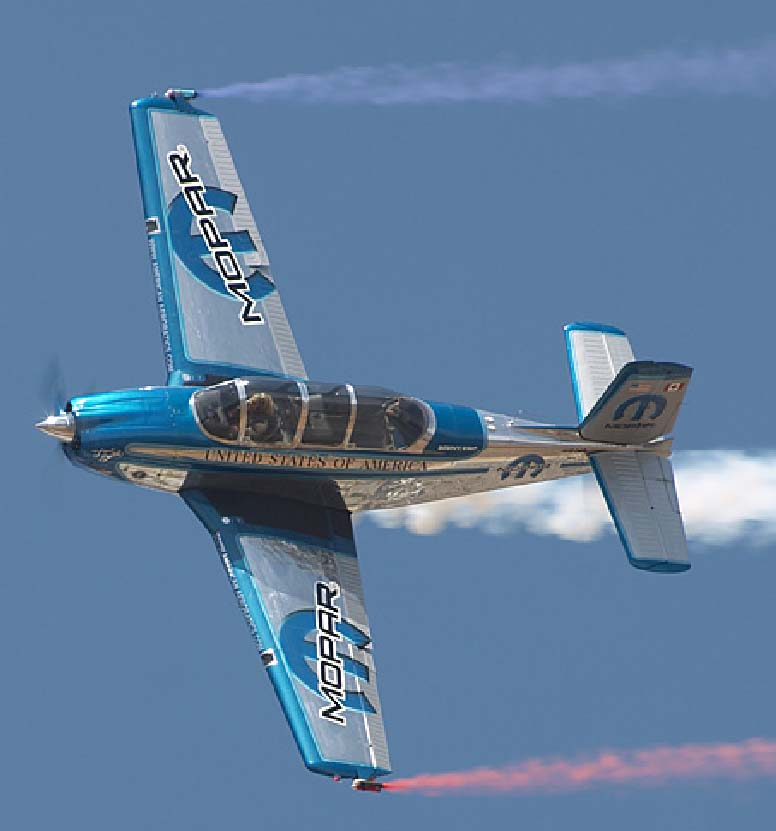
Julie Clark in ihrer Beechcraft T-34 Mentor (2006)

Julie Clark (* 27. Juni 1948 in Hayward, Kalifornien) ist eine US-amerikanische Kunstflugpilotin und ehemalige Verkehrsflugzeugführerin.

## Leben
Julies Clarks Mutter starb, als sie 14 Jahre alt war. 1964, ein Jahr darauf,  wurde ihr Vater  Ernest Clark von einem Passagier als Kapitän des Pacific-Air-Lines-Flug 773 erschossen. Der Tod ihres Vaters erhöhte ihre Entschlossenheit jedoch, selbst Berufspilotin zu werden.  
Sie begann ihre Karriere mit kommerziellen Flügen bei der Golden West Airlines als erster Offizier und beendete ihre berufliche Laufbahn 2003 bei Northwest Airlines als Airbus A320-Kapitän. Sie war eine der ersten weiblichen Piloten, die für eine große Fluggesellschaft in den USA flogen. Julie Clark hat rund 40 Jahre Flugerfahrung und etwas mehr als 30.000 unfallfreie Flugstunden in ihrem Flugbuch. Sie war auch Flight Instructor bei der U.S. Navy an der Lemoore Naval Air Station (United States Navy Base) in Kalifornien. Julie Clark bildete Navy-Piloten in taktischen Manövern, Formationsflug und Kunstflug aus.
Privat fliegt sie noch heute eine Beechcraft T-34 Mentor, eine ehemalige militärische Schulmaschine. Mit dieser Maschine flog sie früher etwa 25 Flugshows im Jahr und hat mehr als 1000 Kunstflugvorführungen in der ganzen USA durchgeführt.